# Edward Tryon
Edward P. Tryon (* 4. September 1940 in Terre Haute; † 11. Dezember 2019) war ein US-amerikanischer Physiker.

## Leben
Er lehrte bis zu seiner Pensionierung 2004 als Professor am Hunter College. Er war ein Schüler von Steven Weinberg und auf theoretische Quark-Modelle, Allgemeine Relativitätstheorie und Kosmologie spezialisiert.

## Lehre der Vakuumfluktuation
Besonders bekannt wurde Tryon 1973 durch seinen Aufsatz „Is the Universe a Vacuum Fluctuation?“ Das Abstract dazu lautet: „The author proposes a big bang model in which our Universe is a fluctuation of the vacuum, in the sense of quantum field theory. The model predicts a Universe which is homogeneous, isotropic and closed, and consists equally of matter and anti-matter. All these predictions are supported by, or consistent with, present observations.“
Demnach könnte das Universum aus einer Vakuumfluktuation entstanden sein: „Es wäre dann nichts anderes als eine Fluktuation des Vakuums von einem anderen, größeren Raum, in den unser Universum eingebettet ist. Da während der Lebensdauer des Universums - das sind mehr als {\displaystyle 10^{10}} Jahre - der Satz von der Erhaltung der Energie verletzt ist, bedeutet das hier, daß der gesamte Energieinhalt des Universums verschwindend klein sein muß. Diese Bedingung scheint angesichts der großen Massen im Weltall nicht erfüllbar zu sein. Tryon weist jedoch darauf hin, daß dem riesigen Betrag von Massen- und Bewegungsenergie die negativ zu zählende potentielle Gravitationsenergie gegenübersteht und er macht plausibel, daß in einem geschlossenen Universum beide Energieformen etwa gleich groß sind und daher die Gesamtenergie durchaus null sein kann.“
Seine Idee der Vakuumfluktuation hatte Tryon schon früher verbreitet, war aber auf eine sehr skeptische Haltung gestoßen: „Ende der sechziger Jahre besuchte Edward P. Tryon, ein junger Assistenzprofessor an der Columbia Universität, ein Seminar, das von dem angesehenen britischen Kosmologen Dennis Sciama gegeben wurde. Während einer Vortragspause warf Tryon die Bemerkung in den Raum, 'möglicherweise stellt das Universum eine Vakuumfluktuation dar'. Tryon hatte dies ernst gemeint und war enttäuscht, als seine Seniorkollegen es für einen intelligenten Witz hielten und in schallendes Gelächter ausbrachen. Doch diese Bemerkung war wahrscheinlich die erste wissenschaftliche Idee über die Herkunft des Universums.“ Tryon versuchte zunächst einen Aufsatz in den Physical Review Letters unterzubringen, der aber abgewiesen wurde; umso überraschender kam dann die Zusage von Nature: „To Tryon's surprise and delight, the editor was fascinated. He liked the idea so much, in fact, that he decided to publish it as a regular article, rather than just a letter.“
Tryon schrieb in seinem Aufsatz: „In answer to the question of why it happened, I offer the modest proposal that our Universe is simply one of those things which happen from time to time.“, was zu einem  geflügeltem Wort wurde: „Unser Universum ist einfach eines der Dinge, die sich von Zeit zu Zeit ereignen.“ Daran anschließend kommt Tryon zu Überlegungen, die als Anthropisches Prinzip zusammengefasst wurden: „I do not claim that universes like ours occur frequently, merely that the expected frequency is non-zero. Vacuum fluctuations on the scale of our Universe are probably quite rare. The logic of the situation dictates, however, that observers always find themselves in universes capable of generating life, and such universes are impressively large.“

## Rezeption
Zusammenfassend schreibt Heinz Rudolf Pagels: „Tryons Artikel liest sich heute aktuell und fesselnd; auf die Theoriebildung in der Kosmologie hat er sich allerdings erst in letzter Zeit ausgewirkt. Der Grund ist vielleicht darin zu suchen, daß dieser Arbeit kein ausführliches mathematisches Modell folgte, in dem diese Spekulationen verwirklicht waren.“